# Макфарлейн, Тодд
Тодд Макфарлейн (англ. Todd McFarlane, род. 16 марта 1961) — канадский художник и сценарист комиксов, производитель/дизайнер игрушек и медийный предприниматель, который известен в первую очередь как создатель культового антигероя Спауна.
В конце восьмидесятых-начале девяностых Макфарлейн стал суперзвездой в мире комиксов благодаря своей работе над комиксами «Человек-Паук» в Marvel Comics. В 1992 он принял участие в основании Image Comics, взяв из своего портфолио средней школы оккультного антигероя Спауна и обновив его для девяностых. Спаун был одним из самых популярных героев Америки в девяностых и стал родоначальником тренда комиксов, принадлежащих авторам.
В последнее время Макфарлейн стал иллюстрировать комиксы гораздо реже, сосредоточившись на антрепренёрстве, например, McFarlane Toys и киностудии Todd McFarlane Entertainment. Макфарлейн был совладельцем хоккейной команды «Эдмонтон Ойлерс», пока не продал свою долю. Также он является коллекционером исторически ценных бейсбольных мячей.

## Биография

### Начало карьеры
Первой изданной работой Макфарлейна была дополнительная история в «Койоте» Epic Comics. Вскоре он начал рисовать для DC и Marvel. Его первой серьёзной работой были два года серии «Infinity, Inc.» для DC. Также он иллюстрировал несколько выпусков «Бэтмена». После этого он перешёл в Marvel, где в 1987—1988 рисовал «Невероятного Халка».

### Человек-Паук
В 1988 году Макфарлейн присоединился к сценаристу Дэвиду Мишелини в работе над «Удивительным Человеком-Пауком», начиная с 298 выпуска. Также Макфарлейн участвовал в создании крайне популярного злодея Венома (именно к нему режиссёр Сэм Рэйми приходил за набросками Венома для фильма «Человек-паук 3»).
Работа Макфарлейна над этой серией превратила его в суперзвезду индустрии. В 1990, после того, как он нарисовал для серии 29 выпусков, Макфарлейн сказал редактору Джиму Сэликрапу, что после 328 номера он покинет серию, чтобы работать над собственным проектом. Сэликрап предложил ему запустить собственную серию про Человека-Паука, названную просто «Человек-Паук», которую Тодд и писал, и иллюстрировал. Первый выпуск «Человека-Паука» разошёлся тиражом в 2,5 миллиона копий — частично благодаря различным обложкам, что заставило коллекционеров покупать больше одного издания. Макфарлейн создал первые 14 выпусков комикса, а также шестнадцатый; многие из них были кроссоверами с такими персонажами, как Росомаха и Призрачный Гонщик. После шестнадцатого выпуска (ноябрь 1991) Макфарлейн бросил серию из-за конфликтов с новым редактором Дэнни Фингеретом.

### Разрыв
После этого Макфарлейн вместе с другими шестью популярными художниками покинул Marvel, чтобы основать Image Comics — зонтичную компанию, в которой каждый владел издательским домом. Студия Макфарлейна, Todd McFarlane Productions, выпустила его творение — оккультный комикс «Спаун». Продажи первого выпуска составили 1,7 миллиона копий, что до сих пор является рекордом для независимых комиксов.

### Спаун
Серия выпускается с 1992 года, и Макфарлейн был и художником, и сценаристом первых 7 выпусков. Для написания номеров с 8 по 11 были приглашены соответственно Алан Мур, Нил Гейман, Дэйв Сим и Фрэнк Миллер, чьи сценарии иллюстрировал Тодд. Чтобы сосредоточиться на кроссовере «Спаун и Бэтмен» в 1994 (который писал Миллер), к работе над выпусками с 16 по 18 Макфарлейн привлек Гранта Моррисона (в качестве автора) и Грега Капулло (в качестве художника). Затем сценариями 19 и 20 номеров занялись Эндрю Гроссберг и Том Орзеховски. Макфарлейн вернулся к работе над серией с 21 выпуска и продолжал работать над ней до 24-го. Начиная с 26-го выпуска постоянным художником серии становится Грег Капулло, в то время как Макфарлейн занимается сценариями вплоть до 70 выпуска. Со временем Макфарлейн передал написание текстов другим авторам (но продолжал следить за общим развитием сюжета), и серия продолжила сохранять значительную популярность. Время от времени он занимался тушью для обложек.
В 2006 году было объявлено о создании ещё одного кроссовера «Спаун и Бэтмен», с Макфарлейном в качестве сценариста и Капулло — художника. Также Макфарлейн вновь начал активно заниматься изданием комиксов, начав выпускать сборники «Спауна» в мягкой обложке. «Коллекция Спауна, том 1», включавшая выпуски с 1 по 12 (за исключением 9 и 10 — из-за проблем с авторскими отчислениями Гейману и клятвы, данной Симу) была выпущена в декабре 2005 года и имела значительный успех, попав на 17 место в списке самых продаваемых графических романов.
Начиная с 191 выпуска, Макфарлейн возвращается на пост сценариста серии.

### McFarlane Entertainment
Todd McFarlane Productions также выпускали множество спин-оффов «Спауна», но, в отличие от других подразделений Image вроде Wildstorm Джима Ли, они никогда не собирались быть исключительно издательством комиксов, всегда намереваясь распространяться и в другие области, например, недолго существовавшую линию футболок Spawntastic Apparel. Сам Макфарлейн со временем начал уделять этим сторонним проектам все больше внимания, из-за чего к 1994 перестал быть постоянным иллюстратором собственных комиксов.
В том же году он основал McFarlane Toys. Их линейка потрясающе детализированных фигурок Спауна изменила всю индустрию, будучи направленной на более взрослых покупателей и нетрадиционные основы для игрушек (например, музыканты). Компания обладает правами на производство статуэток игроков всех четырёх основных американских видов спорта — бейсбола, хоккея, футбола и баскетбола, а также популярных фильмов, в том числе по «Терминатору», «Матрице» и «Шреку». Также выпускаются фигурки рок-музыкантов, например, группы Kiss, Джима Моррисона и Джими Хендрикса, а также фигурки по видеоиграм, вроде Halo 3.
В 1996 Макфарлейн создал Todd McFarlane Entertainment, киностудию. Совместно с New Line Cinema они создали художественный фильм «Спаун» и мультсериал «Todd McFarlane’s Spawn» (который получил две премии «Эмми»).
Также студия создала музыкальные клипы на песни Do the Evolution группы Pearl Jam, Freak on a Leash группы Korn и Land of Confusion группы Disturbed. Также они создали анимационный эпизод фильма «Опасные игры» (The Dangerous Lives of Altar Boys). Именно он является автором маскота Disturbed — «Парня» (The Guy), из-под капюшона которого видны только ухмылка и горящие глаза.

## Стиль
Когда Макфарлейн появился на комикс-сцене в конце восьмидесятых, его уникальный стиль крайне отличался от большинства комиксов того времени. Вдохновленному мангой стилю Макфарлейна свойственны нестандартное расположение панелей, частое использование очень крупных планов и высокая детализация. Критики его стиля в первую очередь отмечают зачастую не сразу понятный порядок панелей и слабое знание человеческой анатомии. Популярность работ Макфарлейна вызвала появление большого количества подражателей, и в девяностых многие элементы его подхода к созданию комиксов определили вид американских мейнстримовых комиксов на многие годы вперед.

## Спорт
Тодд Макфарлейн — большой поклонник бейсбола. В молодости он пытался стать профессиональным игроком, но из-за травмы ему пришлось уйти из спорта. Его хобби — коллекционирование мячей, связанных с важными событиями известных игроков, среди которых: мячи, которыми Сэмми Соса сделал 33й, 61й и 66й карьерный хоум-ран, мячи, которыми Марк МакГваер сделал 1й, 63й, 64й, 67й, 68й, 69й, 70й хоум-ран в карьере, 73й хоум-ран Барри Бондса.

## Другие сферы
Макфарлейн продолжает расширять своё влияние на кино, телевидение, игры и музыку.
- Перед выходом Halo 3 McFarlane Toys выпустили серию игрушек, изображающих персонажей игры[5][6].
- Макфарлейн создал персонажа Некрида для игры Soul Calibur 2.
- Он работал над обложками альбомов «Ten Thousand Fists» группы Disturbed, «The Dark Saga» группы Iced Earth и «Follow the Leader» группы Korn.
- Он создал Броню рыцаря-мстителя для игры Mass Effect 3 (броня становится доступной при запуске демоверсии игры Kingdoms of Amalur: Reckoning с подключением к сети EA Origin Account).

## Судебные разбирательства
Макфарлейн проиграл два суда, связанных с авторскими правами. Первым был суд с писателем Нилом Гейманом, который ввел в серию таких персонажей, как Анжела, Коглиостро и Средневековый Спаун. Все трое и после этого продолжили появляться (и играть значительную роль) в серии, и выпускались в виде фигурок. Коглиостро играл важную роль в сюжете фильма 1997 года. Изначально Макфарлейн был согласен с тем, чтобы права на них хранил Гейман, но позднее заявил, что писателя лишь наняли выполнить работу, и поэтому все его творения принадлежат Макфарлейну, указывая на копирайты в девятом выпуске и отсутствие контракта, утверждающего обратное (некоторые считали, что эти действия были вызваны желанием получить все права на персонажей, используя для обмена персонаж Чудотворца). Макфарлейн также отказался платить Гейману отчисления со всех переизданий его работ и игрушек. В 2002 Гейман подал в суд и выиграл дело. Суд постановил, что, так как Гейман придумал персонажей, а Макфарлейн их нарисовал, права на них следует поделить поровну между обоими.
После этого в декабре 2004 года хоккеист Тони Твист подал на Макфарлейна в суд за то, что тот назвал в честь Твиста одного из мафиози.